# Sycobia mathewi
Sycobia mathewi är en stekelart som beskrevs av Joseph 1957. Sycobia mathewi ingår i släktet Sycobia och familjen fikonsteklar. Inga underarter finns listade i Catalogue of Life.